# Vladimir Vasil'evič Fedoseev
Vladimir Vasil'evič Fedoseev (in russo Владимир Васильевич Федосеев?; San Pietroburgo, 16 febbraio 1995) è uno scacchista russo.
Ha ottenuto il titolo di Maestro internazionale nel 2010 e di Grande maestro nel 2011, all'età di 16 anni.
A gennaio 2018 è allenato dal già Campione del Mondo FIDE 1999 Aleksandr Chalifman.
Nella lista FIDE di marzo 2025 ha raggiunto il suo record con 2739 punti Elo, numero 16 al mondo e 1º sloveno.
Dall'agosto del 2023 rappresenta la federazione slovena degli scacchi.

## Principali risultati
- 2010 :  =2º-7º nel Chigorin Memorial di San Pietroburgo, vinto da Eltaj Safarli;[4]
- 2011 :  =4º-12º nel campionato russo Higher League di Taganrog;[5]
- 2013 :  in luglio vince l'open di Vladivostok con 7,5 /9;[6], poi secondo nel torneo di Chanty-Mansijsk, dietro a Denis Chismatullin;
- 2014 :  in marzo è terzo nel Campionato europeo individuale di Erevan. In luglio è =1º-7º nel Najdorf Memorial di Varsavia;[7]
- 2015 :  in gennaio vince il Dvorkovich Memorial di Taganrog con 7,5 /9;[8]
- 2017 :  in marzo vince l'Open Aeroflot con 7/9 punti.[9] In giugno a Minsk si classifica terzo al Campionato europeo assoluto, superato solo per spareggio tecnico da Maksim Matlakov e Baadur Džobava[10]. In settembre è arrivato nei quarti di finale della Coppa del Mondo, è riuscito a sconfiggere ed eliminare il cileno Yusnel Bacallao Alonso, il connazionale Ėrnesto Inarkiev, l'americano Hikaru Nakamura, l'israeliano Maxim Rodshtein, per poi venir eliminato dall'americano Wesley So.[11]. In dicembre a Riyadh si piazza primo a pari merito con Viswanathan Anand nel il Campionato del Mondo rapid, viene battuto negli spareggi per decretare il vincitore.[12]
- 2018 :  con la squadra del Miedny Vsadnik (di San Pietroburgo) vince in ottobre a Porto Carras la Coppa Europea per Club.[13]
- 2019 :  in luglio vince la sezione rapid del Mikhail Tal Memorial con 9,5 su 11 e giunge 2º in quella blitz con 10,5 su 13.[14][15]
- 2020 :  a novembre vince il campionato russo di scacchi a squadre, che si è tenuto a Soči, con la Miedny Vsadnik (San Pietroburgo)[16].
- 2021 : in luglio giunge 3º nel Serbia Chess Open 2021, con 7 punti su 9 chiude dietro al vincitore Nihal Sarin e, per spareggio tecnico, al 2º classificato Manuel Petrosyan.[17] In ottobre giunge 3º nel Campionato russo: con 6 su 11 si piazza alle spalle del vincitore Nikita Vitjugov e di Maksim Matlakov.[18]
- 2023: in dicembre arriva secondo al Mondiale Rapid di Samarcanda con il punteggio di 9,5 su 13, a solo mezzo punto dal vincitore Magnus Carlsen.
- 2024: in giugno vince il torneo disputato on line Chess.com  Chess960 Championship 2024[19], in dicembre ottiene a Skopje le medaglie d'Oro nei Campionati Europei Rapid e Fischer Random 2024 [20]
- 2025: in aprile vince il torneo Superbet Rapid & Blitz di Varsavia, prima tappa del Grand Chess Tour 2025, con 26,5 punti complessivi. [21] In luglio vince il Torneo scacchistico internazionale di Bienne .